# Félszáz év
Demjén Ferenc kilencedik nagylemeze a Félszáz év címe az énekes életkorára utal.

## Az album dalai

### A oldal
1. Féktelen éj (Demjén Ferenc)
2. Mindenféle téren (Menyhárt János-Demjén Ferenc)
3. Szeretlek (Závodi Gábor-Demjén Ferenc)
4. Egyet előre és kettőt hátra... (Demjén Ferenc)
5. Szelíd angyalok (Menyhárt János-Demjén Ferenc)

### B oldal
1. Ha próbálsz valaki lenni (Závodi Gábor-Demjén Ferenc)
2. A világ tetején (Holló József-Demjén Ferenc)
3. A varázslat a rácson túl él (Menyhárt János-Demjén Ferenc)
4. Keresem a völgyet (Holló József-Demjén Ferenc)
5. A nap felkelt már (Menyhárt János-Demjén Ferenc)

## Közreműködtek
- Demjén Ferenc – ének
- Menyhárt János – gitár, vokál
- Závodi Gábor – billentyűk, vokál
- Holló József – billentyűk
- Solti János – dobok
- Zsoldos Tamás – basszusgitár
- Bársony Attila – vokál